# 탕누 우량하이

중화민국의 공식 국토를 나타낸 지도(명목상으로만 중화민국이 보유한 영토이고 사실상 진한 보라색 부분만 보유했다) - 노란색으로 되어 있는 부분이 탕누우량하이이다.

탕드 우랸하이(투바어: Таңды Урянхай, [taŋˈdɤ urʲanˈχaj]; 몽골어: Тагна Урианхай Tagna Urianhai, [ˈtʰaɢəɴ ʊrʲæŋˈχæɪ̯];) 또는 탕누 우량하이(중국어 정체자: 唐努烏梁海, 간체자: 唐努乌梁海, 병음: Tángnǔ Wūliánghǎi) 다른표기 탄누 우량카이(영어: Tannu Uriankhai)는 몽골 북서쪽에 위치한 지역이다. 원래는 청나라 외몽골의 일부였다가 몽골이 중화민국에서 독립할 때에 소련에 편입되었다.
지역 대부분은 러시아 투바 공화국에 속하며, 일부는 러시아 알타이 공화국과 몽골의 흐브스글주에 편입되어 있다. 통상적으로 투바 공화국을 지칭한다.

## 역사
- 1912년: 러시아 제국, 몽골이 청나라 멸망 직후 독립을 시도할 때에 탕드 우랸하이 합병.
- 1918년 ~ 1919년: 중국, 러시아 내전을 기회로 탕드 우랸하이를 탈환하고 군사기지 구축.
- 1920년: 소련, 탕드 우랸하이 재점령.
- 1921년: 몽골 독립. 형식적 독립국인 '투바 인민 공화국' 수립.
- 1931년: 중국, '몽고맹부기조직법(蒙古盟部旗組織法)'을 제정하고 제4조 제2항에 탕드 우랸하이 포함.
- 1941년: 투바 인민공화국, 소련의 지시로 동부 전선에 참전.
- 1944년 10월: 소련, 투바 인민공화국을 병합하고 '투바 소비에트 사회주의 자치 공화국'으로 개칭.
- 1992년: 소련 해체 이후 러시아의 행정구역 관할 아래 투바 공화국으로 편입.

## 현재
중화인민공화국은 투바 공화국이 러시아 영토임을 승인하였으나, 중화민국 정부는 자국 영토로 주장하고 있다.

## 같이 보기
- 강동육십사둔
- 볼쇼이우수리스키섬